# Бидвуд, Уильям
Уильям Риддель Бидвуд, 1-й барон Бидвуд (англ. William Riddell Birdwood, 1st Baron Birdwood; 13 сентября 1865 — 17 мая 1951) — британский военачальник, фельдмаршал Великобритании и фельдмаршал Австралии.

## Биография
Из дворянского рода, сын английского чиновника в британском правительстве Бомбея. Окончил Клифтонский колледж в Бристоле и Королевское военное училище.

## Начало военной службы
С 1883 года служил лейтенантом в Королевском Шотландском фузилерном полку. В 1885 году переведён в Индийскую Армию и зачислен в 12-й уланский полк, вскоре переведён в 11-й Бенгальский уланский полк и в нём служил более 20 лет. Полк был расквартирован в Дехрадуне, в Северо-Западной провинции на границе с Афганистаном и часто участвовал в боевых действиях против непокорных приграничных племён, а также в подавлении национально-освободительных восстаний в Индии. В 1896 году произведён в капитаны.

## Довоенные годы XX века
С 1899 года участвовал в англо-бурской войне. Там он был военным секретарём в штабе Главнокомандующего Горация Китченера и с тех пор пользовался неизменной протекцией последнего. В 1902 году вернулся в Британскую Индию и служил в штабе Китченера, ставшего Главнокомандующим в Индии. С 1909 года командовал кавалерийской бригадой Индийской Армии. С 1912 года был генерал-квартирмейстером Индийской Армии. С 1913 года — секретарь военного департамента в правительстве Британской Индии.

## Первая мировая война
После начала Первой мировой войны в ноябре 1914 года опять по выбору Китченера назначен командиром смешанного австралийско-новозеландского армейского корпуса (ANZAC), спешно переброшенного в Египет. Сначала корпус планировался к отправке на Западный фронт. Однако затем планы командования изменились, и корпус стал одной из главный группировок британской армии в Дарданелльской операции. Во главе корпуса Бидвуд провёл всю кампанию на Галлипольском полуострове, в которой корпус понёс большие потери. Одновременно в марте 1915 года Бидвуд был назначен Главнокомандующим Австралийскими Имперскими Силами, но во многом эта должность была формальной, так как он не покидал европейского театра войны и фактически ему подчинялись только те воинские части из Австралии и Новой Зеландии, которые находились в Европе.
С 19 ноября 1915 года командовал Дарданелльской армией, в которую входили ANZAC, 8-й и 9-й британские армейские корпуса. К январю 1916 года союзные войска были эвакуированы с Галлиполийского полуострова. После завершения этой операции ANZAC был выведен в Египет и разделён на два австралийско-новозеландских армейских корпуса, сначала Бидвуд был назначен командиром 2-го корпуса (февраль 1916), но уже в марте 1916 года стал командиром 1-го австралийско-новозеландского армейского корпуса. Корпус был переброшен во Францию и там воевал до конца войны. Участвовал в битве на Сомме.
31 мая 1918 года Бидвуд заменил Губерта Гофа на посту командующего 5-й британской армией, фактически разгромленной германскими войсками в ходе Весеннего наступления. Принял активные меры к быстрому её восстановлению и участвовал в Стодневном наступлении союзных армий.

## После войны
После войны до 1920 года оставался в Европе. Получил вознаграждение в сумме 10 000 фунтов стерлингов. Затем вернулся в Индию и в 1920 году назначен командующим Северной Армии в Британской Индии. С 1921 года — Главнокомандующий Северным командованием в Индии. В 1920 году произведён в чин полного генерала британской армии (в чине полного генерала австралийской армии временно находился ещё с 1917 года). В 1925 году назначен Главнокомандующим в Индии. 20 марта 1925 года произведён в чин фельдмаршала Великобритании, а в 1927 году ему был присвоен почётный чин фельдмаршала Австралии.

## В отставке
В 1930 года вышел в отставку. Учитывая высокий авторитет Бидвуда в Австралии среди ветеранов Первой мировой войны, в том же 1930 году его кандидатура была рекомендована королём и парламентом на пост генерал-губернатора Австралии. Однако опасаясь возрастания роли Британии в австралийских делах, правительство Австралии резко высказалось против его назначения. Результатом громкого политического скандала стал отказ правительства Великобритании от назначения Бидвуда. После этого он в политической жизни активного участия не принимал.
В 1919 году удостоен титула барона Бидвуда.
Имя Бидвуда носят два города в Австралии, а в различных городах Австралии, Новой Зеландии и в Гонконге — множество улиц и площадей.

## Награды

### Британские награды
- Рыцарь Большого Креста ордена Бани (GCB, 1923)
- Рыцарь Великий командор ордена Звезды Индии (GCSI, 1930)
- Рыцарь Большого Креста ордена Святого Михаила и Святого Георгия (GCMG, 1919)
- Рыцарь Большого Креста Королевского Викторианского ордена (GCVO, 1937)
- Рыцарь Большого Креста ордена Британской Империи (GBE)
- Рыцарь-командор ордена Бани (КСВ, 1917)
- Командор ордена Звезды Индии (KCSI, 1915)
- Рыцарь-командор ордена Святого Михаила и Святого Георгия (КСМВ, 1914)
- Кавалер ордена Индийской империи (CIE, 1908)
- Кавалер ордена За выдающиеся заслуги (DSO, 1908)

### Иностранные награды
- Кавалер ордена Почётного Легиона (Франция, 1916)
- Два Военных креста 1914—1918 (Франция, 1916, 1919)
- Великий офицер Ависского ордена (Португалия)
- Великий офицер ордена Короны (Бельгия, 1917)
- Кавалер ордена Башни и Меча (Португалия, 1918)
- Кавалер ордена Нила II класса (Египет, 1918)
- Военный крест 1914 (Бельгия, 1918)